# (1992) Galvarino
(1992) Galvarino (1968 OD) ist ein Asteroid des Hauptgürtels, der am 18. Juli 1968 von Carlos Torres und S. Cofré im Cerro El Roble-Observatorium entdeckt wurde. (1992) Galvarino wurde von der ESA als mögliches Ziel der Rosetta-Sonde in Betracht gezogen, jedoch nicht als solches ausgewählt.

## Benennung
Der Asteroid wurde nach Galvarino, einem Krieger der Mapuche in der Frühphase des Arauco-Kriegs, benannt.